# Chargey-lès-Gray
Chargey-lès-Gray é uma comuna francesa na região administrativa de Borgonha-Franco-Condado, no departamento de Alto Sona. Estende-se por uma área de 16,56 km². Em 2010 a comuna tinha 766 habitantes (densidade: 46,3 hab./km²).